# Dans le miroir magique
Dans le miroir magique est une peinture à l'huile abstraite réalisée en 1934 par l'artiste allemand Paul Klee, basé en Suisse. Elle fait partie de la collection de l'Art Institute of Chicago.

## Description
Elle présente une face vierge sur laquelle serpente de haut en bas une ligne verticale, « prenant une ligne pour se promener », comme avait coutume de dire Klee. Au cours du processus, trois visages évoluent, l'un regardant à gauche, l'autre à droite et le dernier regardant hors de la toile avec deux yeux en forme de larme. Sous les visages se trouve un seul cœur noir isolé.

## Analyse
Réalisée peu de temps après que Klee a été qualifié d'artiste dégénéré par le parti nazi au pouvoir en 1933, avec la perte de sa position en Allemagne et son déménagement forcé en Suisse, l'image semble représenter sa désillusion. Le front noué, les yeux en forme de larmes et le cœur noir communiquent l'anxiété, la détresse et l'amertume.